# Christiansted
Christiansted (del danés Christian en honor del rey Christian VI de Dinamarca y sted, en castellano ciudad) es una pequeña ciudad de las Islas Vírgenes de los Estados Unidos y la principal localidad de la isla Santa Cruz (Saint Croix). En 2004 contaba con una población aproximada de 3 000 habitantes. Su principal actividad económica es el turismo.

## Historia

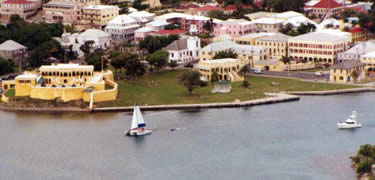
Vista de Christiansted.

El gobierno danés compró la isla St. Croix a Francia en 1733, que desde entonces pasó a ser parte de la colonia de las Indias Occidentales Danesas. Los daneses fundaron la ciudad el 1 de septiembre de 1734 en lo que había sido un pequeño asentamiento francés llamado Bassin, en la costa norte de la isla, donde había posibilidades para un buen puerto. El fundador de la ciudad fue el gobernador Frederik Moth, quien dirigió el trazado de las calles en emparrillado y le dio el nombre de Christianted en honor del rey Cristián VI de Dinamarca. Christiansted fue el centro político de la isla, que se llenó de plantaciones trabajadas por miles de esclavos africanos, y la segunda localidad más importante de la colonia danesa, tras Charlotte Amalie. En 1734 se construyó la principal defensa de la ciudad y la isla, el fuerte de Christiansværn.
Entre 1754 y 1871 Christiansted fue la capital de las Indias Occidentales Danesas. Tras la venta de la colonia a los Estados Unidos en 1917, la ciudad se ha enfocado a las actividades turísticas. Fue dañada por los huracanes,
Christiansted, como toda Saint Croix, tiene una importante población de habla hispana, procedente principalmente de Puerto Rico.

## Clima
| Parámetros climáticos promedio de Christiansted Airport | Parámetros climáticos promedio de Christiansted Airport | Parámetros climáticos promedio de Christiansted Airport | Parámetros climáticos promedio de Christiansted Airport | Parámetros climáticos promedio de Christiansted Airport | Parámetros climáticos promedio de Christiansted Airport | Parámetros climáticos promedio de Christiansted Airport | Parámetros climáticos promedio de Christiansted Airport | Parámetros climáticos promedio de Christiansted Airport | Parámetros climáticos promedio de Christiansted Airport | Parámetros climáticos promedio de Christiansted Airport | Parámetros climáticos promedio de Christiansted Airport | Parámetros climáticos promedio de Christiansted Airport | Parámetros climáticos promedio de Christiansted Airport |
| Mes                                                     | Ene.                                                    | Feb.                                                    | Mar.                                                    | Abr.                                                    | May.                                                    | Jun.                                                    | Jul.                                                    | Ago.                                                    | Sep.                                                    | Oct.                                                    | Nov.                                                    | Dic.                                                    | Anual                                                   |
| ------------------------------------------------------- | ------------------------------------------------------- | ------------------------------------------------------- | ------------------------------------------------------- | ------------------------------------------------------- | ------------------------------------------------------- | ------------------------------------------------------- | ------------------------------------------------------- | ------------------------------------------------------- | ------------------------------------------------------- | ------------------------------------------------------- | ------------------------------------------------------- | ------------------------------------------------------- | ------------------------------------------------------- |
| Temp. máx. abs. (°C)                                    | 33.3                                                    | 33.9                                                    | 33.3                                                    | 33.9                                                    | 34.4                                                    | 36.1                                                    | 34.4                                                    | 35                                                      | 35                                                      | 36.7                                                    | 33.9                                                    | 33.3                                                    | 36.7                                                    |
| Temp. máx. media (°C)                                   | 28.9                                                    | 28.9                                                    | 29.3                                                    | 29.7                                                    | 30.2                                                    | 31.1                                                    | 31.4                                                    | 31.7                                                    | 31.5                                                    | 31.1                                                    | 30.1                                                    | 29.3                                                    | 30.3                                                    |
| Temp. mín. media (°C)                                   | 22.4                                                    | 22.3                                                    | 22.6                                                    | 23.6                                                    | 24.7                                                    | 25.6                                                    | 25.8                                                    | 25.9                                                    | 25.3                                                    | 24.8                                                    | 23.9                                                    | 23.1                                                    | 24.2                                                    |
| Temp. mín. abs. (°C)                                    | 15                                                      | 16.1                                                    | 15.6                                                    | 13.9                                                    | 17.2                                                    | 7.2                                                     | 17.8                                                    | 17.2                                                    | 14.4                                                    | 18.3                                                    | 11.1                                                    | 16.1                                                    | 7.2                                                     |
| Precipitación total (mm)                                | 53.3                                                    | 41.1                                                    | 37.6                                                    | 52.3                                                    | 101.1                                                   | 54.6                                                    | 77.2                                                    | 79.8                                                    | 110                                                     | 125.5                                                   | 148.1                                                   | 74.4                                                    | 955                                                     |
| Días de precipitaciones (≥ 0.01 in)                     | 15.8                                                    | 13.0                                                    | 11.6                                                    | 10.1                                                    | 12.1                                                    | 11.1                                                    | 16.5                                                    | 15.2                                                    | 14.3                                                    | 16.5                                                    | 15.6                                                    | 17.2                                                    | 168.9                                                   |
| Fuente: NOAA (normals 1981−2010)                        |                                                         |                                                         |                                                         |                                                         |                                                         |                                                         |                                                         |                                                         |                                                         |                                                         |                                                         |                                                         |                                                         |

## Lugares de interés
- El Sitio Histórico Nacional de Christiansted, que comprende el corazón de la ciudad y la fortaleza de Christiansværn. Es resultado de una iniciativa de ciudadanos locales para preservar la memoria histórica de la ciudad, sobre todo del período colonial. En la zona hay numerosos restaurantes, algunos hoteles, y establecimientos comerciales.

- El puerto tiene acceso a actividades de buceo en la parte norte de la isla.

## Personajes ilustres
- Es la ciudad natal del exjugador de baloncesto y miembro del Basketball Hall of Fame Timothy Theodore Duncan, más conocido como Tim Duncan.